# Alloteratura podgornajae
Alloteratura podgornajae är en insektsart som beskrevs av Andrej Vasiljevitj Gorochov 1993. Alloteratura podgornajae ingår i släktet Alloteratura och familjen vårtbitare. Inga underarter finns listade i Catalogue of Life.